# Лесли, Томас Клифф
Томас Эдвард Клифф Лесли (англ. Thomas E. Cliffe Leslie; 21 июня 1825, графство Уэксфорд, — 27 января 1882, Белфаст) — североирландский экономист, специалист в области истории экономики. Учился в Колледж короля Вильгельма (о. Мэн) и Тринити-колледже (Дублин). Преподавал право и политическую экономию в Квинс-колледже (Белфаст). Входит в список «ста великих экономистов до Кейнса» по версии М. Блауга.

## Основные произведения

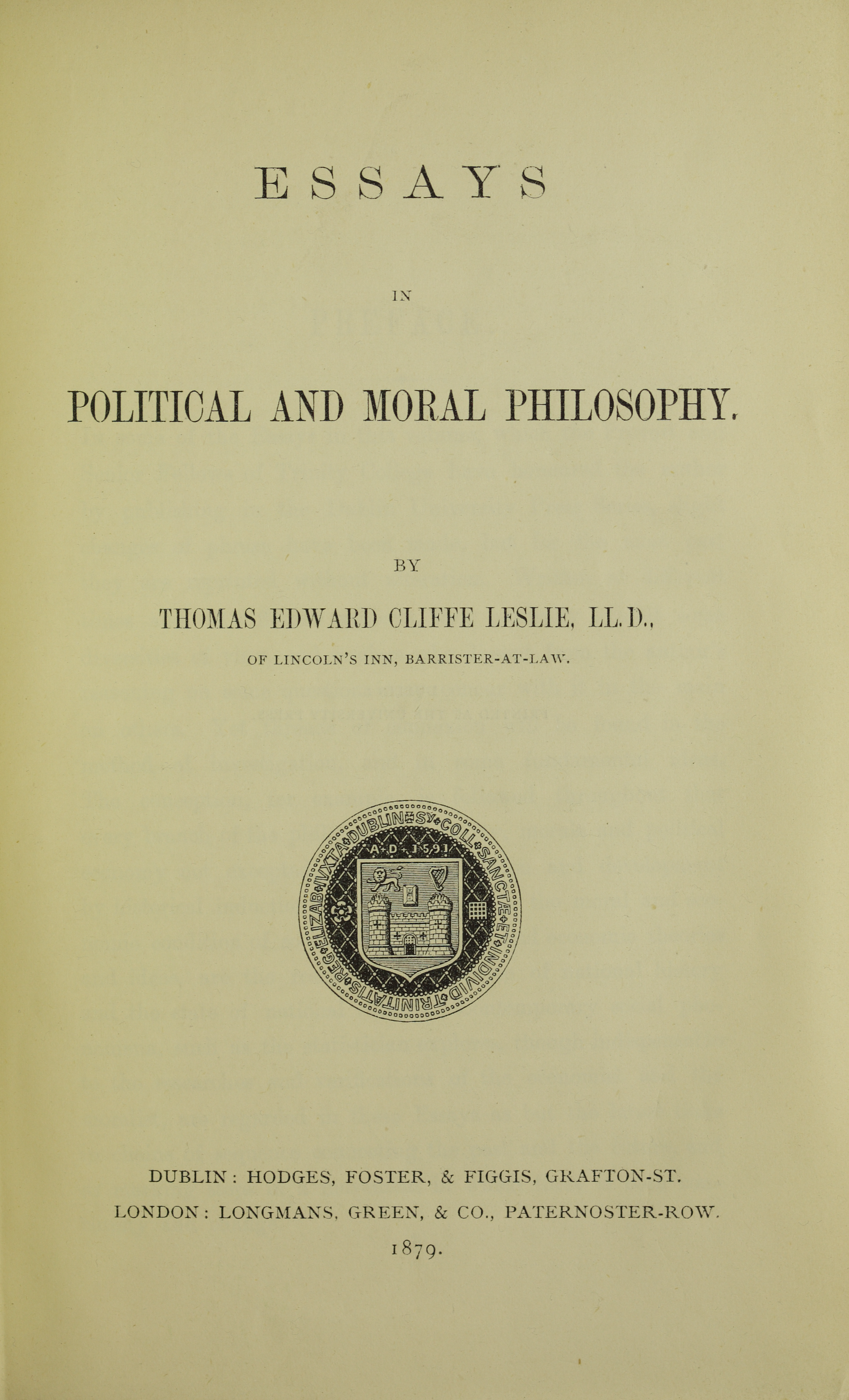
Essays in political and moral philosophy, 1879

- «Земельная система и индустриальная экономика Ирландии, Англии и континентальных стран» (Land Systems and industrial economy of Ireland, England and continental countries, 1860);
- «Политическая экономия Адама Смита» (The Political Economy of Adam Smith, 1870);
- «История немецкой политической экономии» (History of German Political Economy, 1875);
- «Политическая экономия и социология» (Political Economy and Sociology, 1879).